# Tar
tar是Unix和类Unix系统上的归档打包工具，可以将多个文件合并为一个文件，打包后的文件名亦为“tar”。目前，tar文件格式已经成为POSIX标准，最初是POSIX.1-1988，目前是POSIX.1-2001。本程序最初的设计目的是将文件备份到磁带上（tape archive），因而得名tar。

## 版本
常用的tar是自由软件基金会开发的GNU版，目前的稳定版本是1.33，发布于2021年1月7日。

## 缩写

Tar经常和别的压缩方式一起使用，比如gzip，来生成压缩文档。如图所示，结合档案中的文件被压缩为一个单位。

tar代表未压缩的tar文件。已压缩的tar文件则附加数据压缩格式的扩展名，如经过gzip压缩后的tar文件，扩展名为“.tar.gz”。由于受到DOS8.3文件名格式的限制，常使用下列缩写：
- .tgz等价于.tar.gz
- .tbz与tb2等价于.tar.bz2
- .taz等价于.tar.Z
- .tlz等价于.tar.lzma
- .txz等价于.tar.xz

## GNU tar的用法
命令格式是
```
tar 功能 
選項 檔案
```

可以将代表功能和选项的单个字母合并；当使用单个字母时，可以不用在字母前面加“-”。某些版本的tar要求严格按照功能字、选项字的顺序，而有些版本的tar并不在意这个顺序。

### 功能
- -c，--create 建立新的tar檔案
- -x，--extract，--get 解开tar文件
- -t，--list 列出tar文件中包含的文件的信息
- -r，--append 附加新的文件到tar文件中
- -u，--update 用已打包的文件的较新版本更新tar文件
- -A，--catenate，--concatenate 将tar文件作为一个整体追加到另一个tar文件中
- -d，--diff，--compare 将文件系统裡的文件和tar文件裡的文件进行比较
- --delete 删除tar文件裡的文件。注意，这个功能不能用于已保存在磁带上的tar文件！

### 常用选项
- -v，--verbose 列出每一步处理涉及的文件的信息，只用一个“v”时，仅列出文件名，使用两个“v”时，列出权限、所有者、大小、时间、文件名等信息。
- -k，--keep-old-files 不覆盖文件系统上已有的文件
- -f，--file [主机名:]文件名 指定要处理的文件名。可以用“-”代表标准输出或标准输入。
- -P，--absolute-names 使用绝对路径
- -j，--bzip2 调用bzip2执行压缩或解压缩。注意，由于部分老版本的tar使用-I实现本功能，因此，编写脚本时，最好使用--bzip2。
- -J，--xz，--lzma 调用XZ Utils（英语：XZ Utils）执行压缩或解压缩。依赖XZ Utils。
- -z，--gzip，--gunzip，--ungzip 调用gzip执行压缩或解压缩
- -Z，--compress，--uncompress 调用compress（英语：compress (software)）执行压缩或解压缩

## 应用示例
```
 tar -cvf home_backup.tar /home
```

可以将/home目录下的所有文件打包入home_backup.tar文件中。理解这个命令时，请注意“home_backup.tar”实际上是-f选项的参数。tar默认记录相对路径，即使给出的是绝对路径，也会自动将代表根目录的“/”去掉，所以，在这个例子中，使用“/home”和“home”是相同的。要想使用绝对路径，请加上“P”选项，但一般不推荐使用绝对路径，原因之一是可能导致tar炸弹攻击。

```
 cd /home
 tar -cvf home_backup.tar *
```

这也是一种制作备份的方法，但是不推荐这样做。因为tar在默认解压时，会将文件直接输出到当前目录下，而不会新建并输出到一个名为home的子目录，令到当前目录显得很凌乱。这也是一种形式的tar炸弹攻击。

```
 tar -tf home_backup.tar
```

列出home_backup.tar文件裡已被打包的文件。此时仅仅显示文件名。如果加上“v”，则能列出权限、所有者、大小、时间、文件名等信息。为防止tar炸弹攻击，应该养成解压前查看tar文件内容的好习惯。

```
 tar -xvf home_backup.tar
```

在当前目录下解压home_back.tar。解压后的文件，其访问权限得到保留；其所有者是执行tar命令的用户，如果tar的执行者是root，则所有者是文件原来的所有者。
解压前，最好先查看tar文件的内容，以决定是否需要新建一个临时子目录安放。

```
 tar -xvf home_backup.tar home/test.c
```

指定解压出test.c这个文件。解压过程中会自动创建home这个子目录。

## 其他

### 替代
由于备份策略的进步，逐渐采用dump、restore等工具替代tar。此后，tar多与gzip联用，弥补后者无法将多个文件打包的不足。这一用法沿用至今，新的tar版本已能自动调用多种压缩工具执行压缩。已压缩的tar文件也叫“tarball”。大部分自由软件的源代码采用tarball的形式发布。

### tar炸弹
攻击者利用绝对路径，或者“tar -cf bomb.tar *”的方式创建的tar文件，然后诱骗受害者在根目录下解压，或者使用绝对路径解压。可能使受害系统上已有的文件被覆盖掉，或者导致当前工作目录凌乱不堪，这就是所谓的“tar炸弹”。因此，要养成良好的解压习惯：
- 解压前用“t”查看tar的文件内容。
- 拒绝使用绝对路径。
- 新建一个临时子目录，然后在这个子目录裡解压。

### tar管道
管道用法：
```
 tar -c "${源目录}" | tar -xvC "${目标目录}"
```

文件默认是标准输入/输出，不需再额外指定。可以将源目录下的文件及子目录复制到目标目录中，尤其适用于复制含有特殊文件（如软链接、设备文件）的目录。

## 另見
- JAR：製作的指令相似，但使用的是 ZIP 壓縮。
- 壓縮文件格式列表
- 壓縮軟體比較
- Unix實用程式列表